# Mindaugas Panka
Mindaugas Panka (Alytus, 1º maggio 1984) è un ex calciatore lituano, di ruolo centrocampista.

## Carriera

### Club
Segna il primo gol nel Widzew Łódź il 23 febbraio 2008 nella vittoria casalinga per 4-3 contro l'Odra Wodzisław Śląski.

### Nazionale
Debutta in nazionale il 22 novembre 2008 nel pareggio fuori casa per 1-1 contro l'Estonia.

## Statistiche

### Cronologia presenze e reti in nazionale
| Cronologia completa delle presenze e delle reti in nazionale ― Lituania | Cronologia completa delle presenze e delle reti in nazionale ― Lituania | Cronologia completa delle presenze e delle reti in nazionale ― Lituania | Cronologia completa delle presenze e delle reti in nazionale ― Lituania | Cronologia completa delle presenze e delle reti in nazionale ― Lituania | Cronologia completa delle presenze e delle reti in nazionale ― Lituania | Cronologia completa delle presenze e delle reti in nazionale ― Lituania | Cronologia completa delle presenze e delle reti in nazionale ― Lituania |
| Data                                                                    | Città                                                                   | In casa                                                                 | Risultato                                                               | Ospiti                                                                  | Competizione                                                            | Reti                                                                    | Note                                                                    |
| ----------------------------------------------------------------------- | ----------------------------------------------------------------------- | ----------------------------------------------------------------------- | ----------------------------------------------------------------------- | ----------------------------------------------------------------------- | ----------------------------------------------------------------------- | ----------------------------------------------------------------------- | ----------------------------------------------------------------------- |
| 22/11/2008                                                              | Kuressaare                                                              | Estonia                                                                 | 1 – 1                                                                   | Lituania                                                                | Turniir Linnapeade Karikatele                                           | -                                                                       |                                                                         |
| 07/02/2009                                                              | Vila Real de Santo António                                              | Lituania                                                                | 1 – 1                                                                   | Polonia                                                                 | Amichevole                                                              | -                                                                       |                                                                         |
| 28/03/2009                                                              | Kaunas                                                                  | Lituania                                                                | 0 – 1                                                                   | Francia                                                                 | Qual. Mondiali 2010                                                     | -                                                                       |                                                                         |
| 11/08/2009                                                              | Lussemburgo                                                             | Lussemburgo                                                             | 0 – 1                                                                   | Lituania                                                                | Amichevole                                                              | -                                                                       |                                                                         |
| 10/10/2009                                                              | Innsbruck                                                               | Austria                                                                 | 2 – 1                                                                   | Lituania                                                                | Qual. Mondiali 2010                                                     | -                                                                       |                                                                         |
| 14/10/2009                                                              | Marijampolė                                                             | Lituania                                                                | 2 – 1                                                                   | Serbia                                                                  | Qual. Mondiali 2010                                                     | -                                                                       |                                                                         |
| 03/09/2010                                                              | Kaunas                                                                  | Lituania                                                                | 0 – 0                                                                   | Scozia                                                                  | Qual. Euro 2012                                                         | -                                                                       |                                                                         |
| 07/09/2010                                                              | Olomouc                                                                 | Rep. Ceca                                                               | 0 – 1                                                                   | Lituania                                                                | Qual. Euro 2012                                                         | -                                                                       |                                                                         |
| 08/10/2010                                                              | Salamanca                                                               | Spagna                                                                  | 3 – 1                                                                   | Lituania                                                                | Qual. Euro 2012                                                         | -                                                                       |                                                                         |
| 25/03/2011                                                              | Kaunas                                                                  | Lituania                                                                | 2 – 0                                                                   | Polonia                                                                 | Amichevole                                                              | -                                                                       |                                                                         |
| 29/03/2011                                                              | Kaunas                                                                  | Lituania                                                                | 1 – 3                                                                   | Spagna                                                                  | Qual. Euro 2012                                                         | -                                                                       |                                                                         |
| 03/06/2011                                                              | Vaduz                                                                   | Liechtenstein                                                           | 2 – 0                                                                   | Lituania                                                                | Qual. Euro 2012                                                         | -                                                                       |                                                                         |
| 07/06/2011                                                              | Oslo                                                                    | Norvegia                                                                | 1 – 0                                                                   | Lituania                                                                | Amichevole                                                              | -                                                                       |                                                                         |
| 10/08/2011                                                              | Kaunas                                                                  | Lituania                                                                | 3 – 0                                                                   | Armenia                                                                 | Amichevole                                                              | -                                                                       |                                                                         |
| 02/09/2011                                                              | Kaunas                                                                  | Lituania                                                                | 0 – 0                                                                   | Liechtenstein                                                           | Qual. Euro 2012                                                         | -                                                                       |                                                                         |
| 11/10/2011                                                              | Kaunas                                                                  | Lituania                                                                | 1 – 4                                                                   | Rep. Ceca                                                               | Qual. Euro 2012                                                         | -                                                                       |                                                                         |
| 29/05/2012                                                              | Nyon                                                                    | Lituania                                                                | 0 – 0                                                                   | Russia                                                                  | Amichevole                                                              | -                                                                       |                                                                         |
| 03/06/2012                                                              | Tartu                                                                   | Estonia                                                                 | 1 – 0                                                                   | Lituania                                                                | Coppa del Baltico 2012                                                  | -                                                                       |                                                                         |
| 07/06/2012                                                              | Minsk                                                                   | Bielorussia                                                             | 1 – 1                                                                   | Lituania                                                                | Amichevole                                                              | -                                                                       |                                                                         |
| Totale                                                                  |                                                                         | Presenze                                                                | 19                                                                      |                                                                         | Reti                                                                    | 0                                                                       |                                                                         |